# 所有権の登記の抹消
所有権の登記の抹消（しょゆうけんのとうきのまっしょう）とは、日本における不動産登記の態様の1つで、現在の所有権登記名義人が登記名義を得ることとなった所有権移転登記又は所有権保存登記の抹消のことである。登記の抹消の意義については抹消登記を参照。所有権移転登記又は所有権保存登記の抹消は、所有権以外の権利の登記の抹消に比べて登記できる事由が少ない。
本稿では所有権移転登記を抹消する場合について述べる。所有権保存登記を抹消する場合については所有権保存登記#所有権保存登記の抹消を参照。
正式には所有権の登記の抹消と称すが、以下では通称である所有権抹消登記で記述する。

## 概要
所有権移転登記をしたがその全部に誤りがある場合、当該所有権移転登記を抹消する登記を申請することができる。これにより、前の登記名義人の所有権が復活する。一方、一部抹消登記というものは存在しないので、所有権移転登記の一部に誤りがあった場合、所有権更正登記などの方法で修正することになる。

## 抹消登記の可否
- 公的機関が関与した場合
  - AからBへ「強制競売による売却」や「判決」を原因としてされた所有権移転登記がされている場合、AとBから「合意解除」を原因としてその登記を抹消する申請をすることはできない（1961年（昭和36年）6月16日民甲1425号回答）。

- 一般承継人との合意解除
  - 売買による所有権移転登記がされた後売主が死亡し、その相続人Aと買主Bとの間で売買契約を合意解除した場合、AとBからその登記を抹消する申請をすることができる（1955年（昭和30年）8月10日民甲1705号回答）。

- 相続放棄
  - 相続を原因とする所有権移転登記後に相続放棄があったことが判明した場合、その登記を抹消する申請をすることはできるが、当該所有権抹消登記を申請する場合の登記原因は「錯誤」であって「相続放棄」ではない（登記研究584-163頁）。

- 遺留分減殺との関係
  - 遺留分減殺を原因とする所有権（一部）移転登記がされている場合、遺留分減殺請求を撤回してその登記を抹消する申請をすることはできない（2000年（平成12年）3月10日民三708号回答）。

- 巻き戻し的な抹消
  - 不動産の所有権がAからB、BからCへと移転し、その登記がされたが、いずれの登記も無効であった場合、所有権の登記名義をAに戻すにはBからCへの所有権移転登記を抹消し、その後AからBへの所有権移転登記を抹消するべきであって、Cの承諾証明情報を添付してAとBの共同申請により、直接AからBへの所有権移転登記を抹消する申請をすることはできない（登記研究470-99頁）。

## 登記申請情報（一部）
登記の目的（不動産登記令3条5号）は、抹消する所有権移転登記を順位番号で特定し、「3番所有権抹消」のように記載する。
登記原因及びその日付（不動産登記令3条6号）は、所有権移転の効力が消滅した日を日付とし、「平成何年何月何日合意解除」のように記載する。法定解除の場合は「解除」、詐欺又は強迫（民法96条1項）・制限行為能力者の法律行為（民法5条2項など）により取り消す場合は「取消し」と登記原因を記載することができる。所有権移転登記の登記原因が無効又は不存在の場合には「錯誤」と記載し、原因日付を記載する必要はない。
登記申請人（不動産登記令3条1号）は、所有権の登記名義が復活する者を登記権利者とし、失う者を登記義務者として記載する。相続登記を抹消する場合、登記権利者が複数いるときはそのうちの1人から当該登記を抹消する申請をすることができる（登記研究427-99頁）。なお、法人が申請人となる場合、以下の事項も記載しなければならない。
- 原則として申請人たる法人の代表者の氏名（不動産登記令3条2号）
- 支配人が申請をするときは支配人の氏名（一発即答14頁）
- 持分会社が申請人となる場合で当該会社の代表者が法人であるときは、当該法人の商号又は名称及びその職務を行うべき者の氏名（2006年（平成18年）3月29日民二755号通達4）。

仮装売買などにより登記義務者が架空の名義人である場合、登記義務者が知れなの場合の抹消登記（不動産登記法70条2項）に準じて、申請書に除権決定の謄本を添付して登記権利者が単独で所有権移転登記を抹消する申請をすることができる（1956年（昭和31年）11月16日民甲2636号通達）。
添付情報（不動産登記規則34条1項6号、一部）は、登記原因証明情報（不動産登記法61条・不動産登記令7条1項5号ロ）、登記義務者の登記識別情報（不動産登記法22条本文）又は登記済証及び書面申請の場合には印鑑証明書（不動産登記令16条2項・不動産登記規則48条1項5号及び同規則47条3号イ(1)、同令18条2項・同規則49条2項4号及び同規則48条1項5号並びに同規則47条3号イ(1)）である。法人が申請人となる場合は更に代表者資格証明情報（不動産登記令7条1項1号）も原則として添付しなければならない。
抹消登記を申請する場合には登記上の利害関係人が存在するときはその承諾が必要であり（不動産登記法68条）、承諾証明情報が添付情報となる（不動産登記令別表26項添付情報ヘ）。この承諾証明情報が書面（承諾書）である場合には、原則として作成者が記名押印し（不動産登記令19条1項・7条1項6号）、当該押印に係る印鑑証明書を承諾書の一部として添付しなければならない（不動産登記令19条2項、1956年（昭和31年）11月2日民甲2530号通達参照）。この印鑑証明書は当該承諾書の一部であるので、添付情報欄に「印鑑証明書」と格別に記載する必要はなく、作成後3か月以内のものでなければならないという制限はない。
農地又は採草放牧地（農地法2条1項）につき合意解除を原因として所有権抹消登記を申請する場合、農地法3条の許可書（不動産登記令7条1項5号ハ）を添付しなければならない（1956年（昭和31年）6月19日民甲1247号通達）。
なお、登記権利者の住所証明情報は規定が存在しないから添付は不要である（登記研究212-53頁参照）。農地につき法定解除（1956年（昭和31年）6月19日民甲1247号通達）又は錯誤（登記研究362-81頁）を原因として所有権抹消登記をする場合、農地法3条の許可書の添付は不要である。
登録免許税（不動産登記規則189条1項前段） は不動産1個につき1,000円であるが、同一の申請書で20個以上の不動産につき抹消登記を申請する場合は2万円である。（登録免許税法別表第1-1(15)）。

## 抹消登記の実行
登記官は登記を抹消する際には、抹消の登記をするとともに抹消の記号を記録しなければならない（不動産登記規則152条1項）。また、抹消に係る権利を目的とする第三者の権利に関する登記があるときはそれも抹消し、当該権利の登記の抹消により当該第三者の権利に関する登記を抹消する旨及び登記の年月日を記録しなければならない（不動産登記規則152条2項）。
抹消登記を実行することにより、前の登記名義人の所有権が復活したことが登記記録上公示される。